# Armindo Tiago
Armindo Daniel Tiago (ur. 1 stycznia 1964 w Cachembe, Tete) – mozambicki lekarz i polityk, od 2020 roku minister zdrowia. 

## Życiorys
Jest synem stolarza Daniela Tiago Agostinho i gospodyni Azélii Manuel. Uczył się w Szkole Podstawowej w Cachembe, a następnie w liceum Ulónguè. W 1993 roku ukończył medycynę na Wydziale Lekarskim Uniwersytetu Eduarda Mondlanego, a w 2003 roku obronił doktorat na Uniwersytecie Witwatersrand w Republice Południowej Afryki. Specjalizował się w endokrynologii. W latach 2012–2015 był dyrektorem Biura Edukacji Medycznej, następnie do 2017 roku był prodziekanem Wydziału Lekarskiego Uniwersytetu Eduarda Mondlanego, a potem do 2020 roku prorektorem tego uniwersytetu.
Jest członkiem Izby Lekarskiej Mozambiku, w 2005 roku był prezesem Mozambickiego Stowarzyszenia Diabetyków.

### Działalność polityczna
Dołączył do Frontu Wyzwolenia Mozambiku. 17 stycznia 2020 roku prezydent Filipe Nyusi powołał go w skład swojego rządu na stanowisko ministra zdrowia.

## Życie prywatne
Jest ojcem czwórki dzieci. Deklaruje znajomość języków cinyungwe, portugalskiego, hiszpańskiego i angielskiego.